# 용평돔

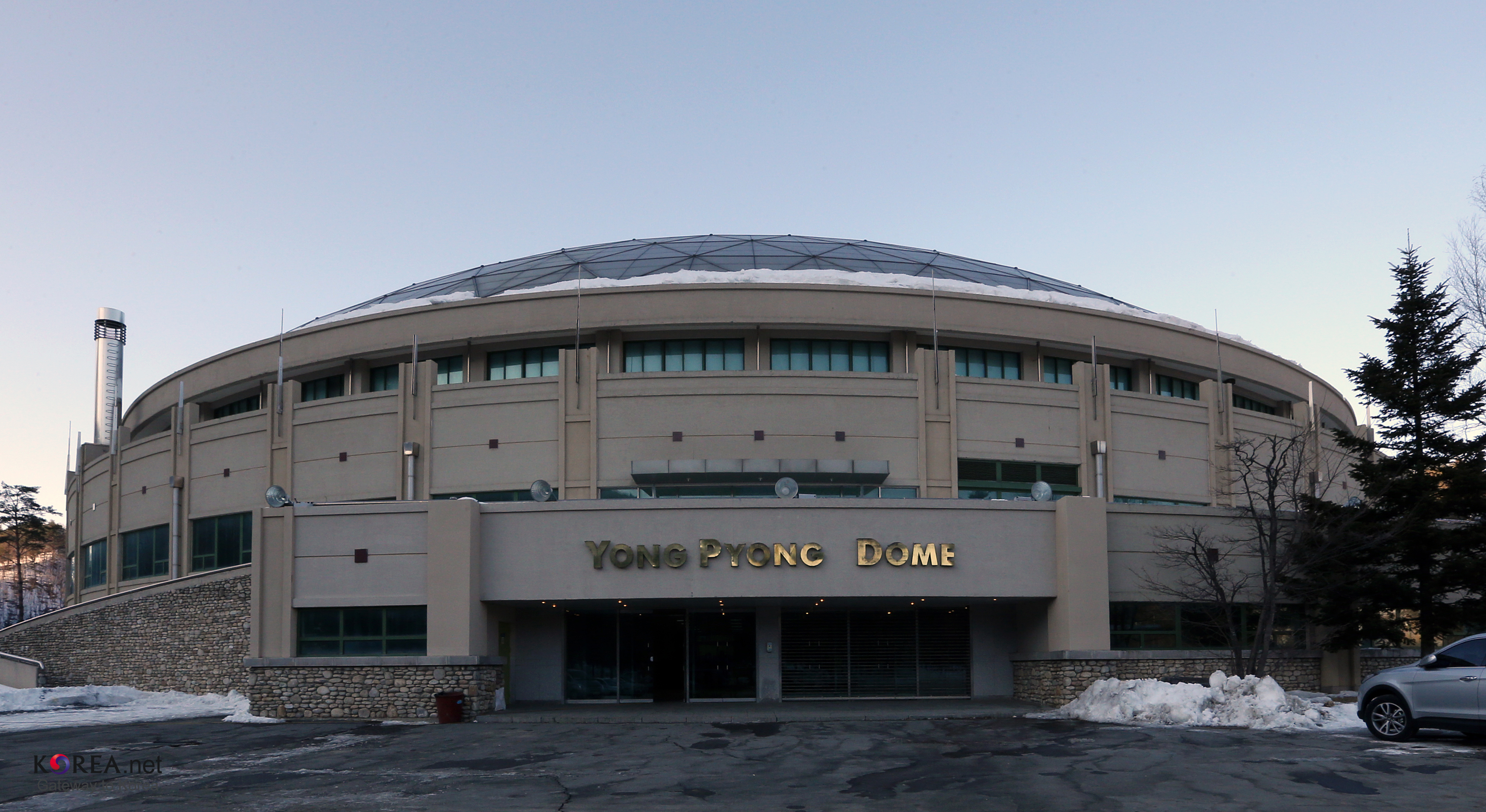
용평돔

용평돔 또는 용평실내빙상경기장은 대한민국 강원특별자치도 평창군 대관령면 올림픽로 395(수하리 142-3)에 있는 실내 체육관으로, 평창군 관내에서 유일한 실내체육관이다.
본래는 모나 용평 시설군의 일부로, 당시 용평리조트의 소유주였던 쌍용그룹(쌍용양회공업)이 건설을 주도하여 1998년에 완공했다.
1999년 동계 아시안 게임 주 경기장으로 이용되었으며, 대회 기간 중에는 개·폐막식, 피겨 스케이팅 및 쇼트트랙 스피드 스케이팅 경기장으로 활용되었다. 2013년 동계 스페셜 올림픽의 주 경기장으로도 활용되었다.
용평돔 옆에 2018년 동계 올림픽의 선수촌인 평창 올림픽 선수촌이 건설됐다. 올림픽 기간 중에는 선수촌이 식당으로 이용되었다.
2020년 7월에 용평리조트가 평창군청에 기부채납했다. 이후 용평돔에서 평창돔으로 명칭을 변경하였고, 개보수를 거쳐 2023년 아시아 탁구선수권 대회 등을 유치했다.